# Zoran Sretenović
Zoran Sretenović (ur. 5 sierpnia 1964 w Belgradzie, zm. 28 kwietnia 2022) – jugosłowiański koszykarz, występujący na pozycji rozgrywającego, dwukrotny mistrz Europy oraz trzykrotny Euroligi, po zakończeniu kariery zawodniczej i rozpadzie Jugosławii serbski trener koszykarski.

## Życiorys
Zdobył wraz z reprezentacją narodową Jugosławii tytuł mistrza Europy w 1991 oraz 1995 roku. Gracz Crvenej Zvezdy Belgrad, OKK Belgrad, Jugoplastiki Split, TSK universa Bamberg, Olimpique Antibes, Partizana Belgrad. Podczas gry w Polsce w zespole Stali Ostrów Wielkopolski w latach 1998–2001 był wielokrotnie wybierany najlepszym rozgrywającym Polskiej Ligi Koszykówki.
Po zakończeniu kariery został trenerem. Debiutował w Budućnosti Podgorica, później pracował także w innych zespołach z Bałkanów. W latach 2010–2011 trener zespołu PLK - Polpharmy Starogard Gdański. 22 stycznia 2013 został trenerem AZS Koszalin.
18 października 2016 został zwolniony ze stanowiska głównego trenera zespołu BM Slam Stali Ostrów Wielkopolski.

## Osiągnięcia

### Zawodnik
Drużynowe
- Mistrz:
  - Euroligi (1989–1991)
  - Jugosławii (1988–1991)
- Zdobywca Pucharu:
  - Jugosławii (1990, 1991, 1994)
  - Niemiec (1992)
- 3-krotny finalista Pucharu Jugosławii (1988, 1989, 1996)

Indywidualne
- Uczestnik meczu gwiazd – Polska vs Gwiazdy PLK (2000)
- Lider w asystach:
  - PLK (2000, 2001)
  - francuskiej ligi Pro A (1993)

Reprezentacja
- 2-krotny mistrz Europy (1991, 1995)[5]
- Uczestnik mistrzostw Europy U–16 (1981 – 5. miejsce)[6]

### Trener
- Mistrz Ligi Adriatyckiej (2005)[5]
- Brązowy medalista mistrzostw Polski (2013)[5]
- Zdobywca:
  - Pucharu Polski (2011)[5]
  - Superpucharu Polski (2011)[5]
- Finalista Pucharu Polski (2013)[5]

## Statystyki podczas występów w PLK
| Sezon     | Drużyna | M  | S5 | MPG  | FG%   | 3P%   | FT%   | RPG | APG | SPG | BPG | PPG |
| --------- | ------- | -- | -- | ---- | ----- | ----- | ----- | --- | --- | --- | --- | --- |
| 1998/1999 | Stal    | 38 |    | 35,7 | 41,7% | 30,2% | 77,1% | 2,5 | 5,2 | 2,3 | 0,1 | 8,9 |
| 1999/2000 | Stal    | 40 |    | 35,9 | 40,0% | 31,0% | 76,9% | 2,4 | 7,8 | 1,9 | 0,0 | 7,4 |
| 2000/2001 | Stal    | 35 |    | 33,5 | 43,2% | 28,8% | 62,4% | 3,1 | 8,5 | 2,4 | 0,0 | 7,2 |